# Utricularia platensis
Utricularia platensis este o specie de plante carnivore din genul Utricularia, familia Lentibulariaceae, ordinul Lamiales, descrisă de Carlo Luigi Spegazzini. Conform Catalogue of Life specia Utricularia platensis nu are subspecii cunoscute.